# Pyrausta aurantialis
Pyrausta aurantialis is een vlinder van de familie van de grasmotten (Crambidae). De wetenschappelijke naam van deze soort is voor het eerst voorgesteld door Lionel Walter Rothschild in een publicatie uit 1915.
De soort komt voor in Indonesië (Papoea)